# Gmina Liniewo
Die Gmina Liniewo (deutsch: Lienfelde) ist eine Landgemeinde im Powiat Kościerski der Woiwodschaft Pommern in Polen. Ihr Sitz ist das gleichnamige Dorf mit 1156 Einwohnern (31. März 2011).

## Gliederung
Zur Landgemeinde Liniewo gehören 15 Orte (deutsche Namen bis 1945) mit einem Schulzenamt:
| - Chrósty Wysińskie - Chrztowo (Kartowo) - Deka (Decka) - Garczyn (Gartschin) - Głodowo (Gladau) - Iłownica (Gillnitz) - Liniewskie Góry (Hoch Liniewo) - Lubieszyn (Lippischau, früher Groß Lipschin) | - Lubieszynek (Klein Lipschin) - Orle - Płachty (Plachty) - Stefanowo (Stephanowo) - Sobącz (Sobonsch) - Stary Wiec (Alt Fietz) - Wysin (Wischin) |

Weitere Ortschaften der Gemeinde sind Brzęczek, Bukowe Pole (Buchenfelde), Małe Liniewo, Mestwinowo, Milonki (Milonken), Równe (Rowen) und Rymanowiec.

## Persönlichkeiten
- Johanna Kühn (1892–1978), deutsche Politikerin